# Gomesa edmundoi
Gomesa edmundoi är en orkidéart som först beskrevs av Guido Frederico João Pabst, och fick sitt nu gällande namn av Mark W. Chase och Norris Hagan Williams. Gomesa edmundoi ingår i släktet Gomesa och familjen orkidéer. Inga underarter finns listade i Catalogue of Life.